# HK Riga 2000
HK Riga 2000 (łot. HK Rīga 2000) – łotewski klub hokeja na lodzie z siedzibą w Rydze działający w latach 2000–2009. 

## Historia
Nazwa klubu pochodzi od roku jego założenia. Drużyna występowała w rozgrywkach ligi łotewskiej w latach 2000-2009 oraz w ekstralidze białoruskiej w sezonach 2004/2005, 2005/2006, 2008/2009. Klub funkcjonował jako zespół farmerski dla Dinamo Ryga. Po sezonie 2008/2009 klub rozwiązano, a zawodników wcielono do Dinamo-Juniors Ryga.
Od 2000 do 2001 trenerem zespołu był Ēvalds Grabovskis, który doprowadził HK Riga 2000 do pierwszego tytułu mistrzowskiego.

## Sukcesy
- Złoty medal mistrzostw Łotwy: 2001, 2004, 2005, 2006, 2007
- Srebrny medal mistrzostw Łotwy: 2002, 2003
- Brązowy medal mistrzostw Łotwy: 2008, 2009
- Brązowy medal mistrzostw Białorusi: 2006
- Drugie miejsce w Pucharze Kontynentalnym: 2005/2006 i 2007/2008
- Srebrny medal Wschodnioeuropejskiej Ligi Hokejowej: 2001, 2002
- Srebrny medal Baltic League: 2000/2001

## Zawodnicy
W klubie występowali: Aleksandrs Ņiživijs, Kaspars Daugaviņš, Jānis Sprukts, Kārlis Skrastiņš, Guntis Galviņš, Kristaps Sotnieks, Grigorijs Panteļejevs, Agris Saviels, Miķelis Rēdlihs, Krišjānis Rēdlihs, Armands Bērziņš, Juris Štāls, Vladimirs Mamonovs, Artūrs Irbe, Arvīds Reķis, Michal Pinc, Sergejs Žoltoks, Mārtiņš Karsums.
W czasie istnienia klub zastrzegł dla zawodników numer 33. Występował w nim Sergejs Žoltoks, który w sezonie 2003/2004 zmarł w czasie meczu na atak serca.